# Lei de Segurança Nacional (Brasil)
A Lei de Segurança Nacional do Brasil, ou Lei Brasileira de Segurança Nacional, foi uma lei que visava garantir a segurança nacional do Estado contra a subversão da lei e da ordem, revogada, em 2021, pela lei 14.197. Definia dispositivos de segurança nacional e de defesa do Estado Democrático de Direito dentre os quais os crimes contra a soberania nacional: atentado à soberania, atentado à integridade nacional e espionagem passaram a fazer parte do Código Penal Brasileiro.

## Histórico
Desde os tempos do Império do Brasil que há legislações sobre segurança nacional. Elas foram sendo atualizadas com o tempo até a Lei de Segurança Nacional (LSN) é a de número 7 170, de 14 de dezembro de 1983, que define os crimes contra a segurança nacional, a ordem política e social, além de estabelecer seu processo e julgamento.
A lei passou a ser usada com mais frequência em 2020. O Procurador-Geral da República Augusto Aras declarou em abril de 2021 que não investigaria o presidente Jair Bolsonaro pelo uso da Lei de Segurança Nacional contra críticos e opositores, entendendo que ele não seria responsável pela ação de funcionários subalternos.
A Câmara dos Deputados aprovou projeto revogando a lei em maio de 2021, também incluindo novos "crimes contra a democracia", como golpe de Estado e interrupção das eleições, no Código Penal. Em julho, o projeto foi aprovado pelo Senado Federal, e foi sancionado em setembro de 2021, com vetos, pela Presidência da República.

## Crimes contra a segurança nacional
A lei prevê, no ordenamento jurídico brasileiro, os crimes que lesam a segurança nacional ou expõem a perigo de lesão:
- Contra a integridade territorial e a soberania nacional, atos de tentar desmembrar parte do território nacional para constituir país independente incorre em crime com penalidade de reclusão de 4 a 12 anos;
- Aliciar indivíduos de outro país para invasão do território nacional, cuja pena é reclusão de 3 a 10 anos e ocorrendo a invasão, a pena aumenta-se até o dobro;
- a pessoa dos chefes dos Poderes da União, legislativo, executivo e do judiciário.